# 腓特烈荣誉座

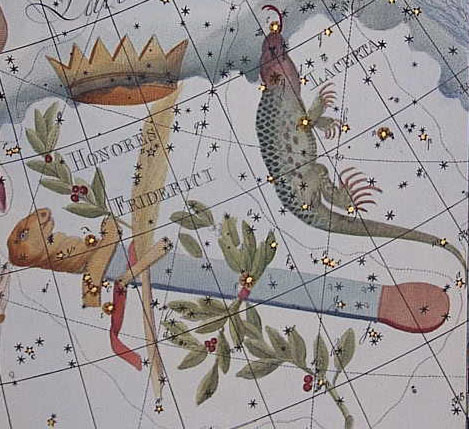
约翰·波得在1801年出版星图Uranographia中的腓特烈荣誉座(左)

腓特烈荣誉座（拉丁语：Frederici Honores、Honores Friderici或Gloria Frederica）是一个已经被废除的星座，1787年由普鲁士天文学家约翰·波得创立，以纪念在1786年去世的普鲁士国王腓特烈大帝。
腓特烈荣誉座现在已废弃，位于现在仙女座、仙后座、蝎虎座和飞马座。